# Leila Solh Hamadé
Leila El Solh Hamadé (née à Beyrouth en 1946) est une femme politique libanaise.

## Biographie
Leila El Solh Hamadé lance de nombreuses actions sociales et humanitaires au Liban, et devient ministre de l’Industrie en octobre 2004, au sein du gouvernement de Omar Karamé. Elle est l’une des deux premières femmes à intégrer un gouvernement libanais.
Fille de l’ancien président du Conseil Riad El Solh et sa femme Fayza Al-Jabiri syrienne, veuve de l’ancien ministre Majed Hamadé, lui-même fils de l’ancien président du Parlement Sabri Hamadé, elle gère au Liban la Fondation du prince Al-Walid ben Talal ben Abdelaziz Al Saoud, dont elle est vice-présidente.
Après la démission du gouvernement Karamé, son nom est évoqué pour devenir présidente du Conseil du gouvernement chargé d’organiser les élections législatives et de nouveau en 2019 après la démission du gouvernement Hariri et après les manifestations qui ont bousculé le pays.

## Distinctions
- Docteure honoris causa de l'université Saint-Joseph de Beyrouth (2016)[2]